# Общественно опасное последствие
Общественно опасные последствия (преступные последствия, преступный вред) — это имеющие объективно вредный характер изменения объекта уголовно-правовой охраны (общественного отношения, интереса, блага), возникшие в результате совершения преступного деяния.

## Значение общественно опасных последствий
Общественно опасные последствия в уголовном праве выполняют несколько ролей. Во-первых, их наступление означает окончание процесса преступного посягательства. Во-вторых, они характеризуют нарушенное преступлением состояние охраняемого уголовным законом объекта. В-третьих, они являются доступным для объективной оценки критерием определения тяжести деяния, определяющей тяжесть назначенного наказания. Общественно опасные последствия также являются важным признаком объективной стороны преступления: так, в УК РФ 96% норм содержат прямые указания на последствия, связанные как с реальным, так и с потенциальным причинением преступлением вреда.
Значение последствий в целом совпадает со значением других признаков объективной стороны: они позволяют отграничить преступное от непреступного, позволяют разграничить смежные составы преступлений, а также могут учитываться при назначении наказания.

## Виды общественно опасных последствий
Последствия могут выражаться как в прямом ущербе (экономическом или физическом), для определения которого имеются чётко установленные критерии, так и в комплексном вреде охраняемым объектам (социальном, психическом, организационном). Такого рода последствия обозначаются как «иные тяжкие последствия» или «существенное нарушение прав и законных интересов». В нормах уголовного закона может содержаться исчерпывающий или примерный перечень общественно опасных последствий.
В целом обычно выделяют несколько видов общественно опасных последствий: физические, психические, социальные, экономические, организационные и т.д. Последний тип последствий присущ всем без исключения преступлениям, поскольку все общественно опасные деяния дезорганизуют нормальный процесс жизни общества.
Общественно опасные последствия не всегда выражаются в реальном причинении ущерба объекту преступления. Самостоятельным последствием преступления может являться реальная угроза причинения такого вреда, это актуально в случае, если объект имеет высокую ценность (жизнь, общественная безопасность). Последствия могут быть простыми (одномоментными и однородными), либо сложными (имеющими комплексный, продолжающийся во времени характер).
Наступление общественно опасных последствий (предусмотренных в законе) завершает выполнение объективной стороны преступления. Однако за пределами состава преступления могут остаться и иные нежелательные следствия совершения деяния: дальнейшие или дополнительные последствия, которые не влияют на квалификацию преступления, но учитываются судом при назначении наказания. В отдельных случаях наступление таких последствий выступает как часть самостоятельного преступного деяния: так, если субъект совершил угон автомашины, после чего снял с неё колёса и оставил в лесу, где она пришла в негодность, налицо три самостоятельных преступления: угон, кража и повреждение имущества.